# Câble Triax
Pour les articles homonymes, voir Câble et Triax.

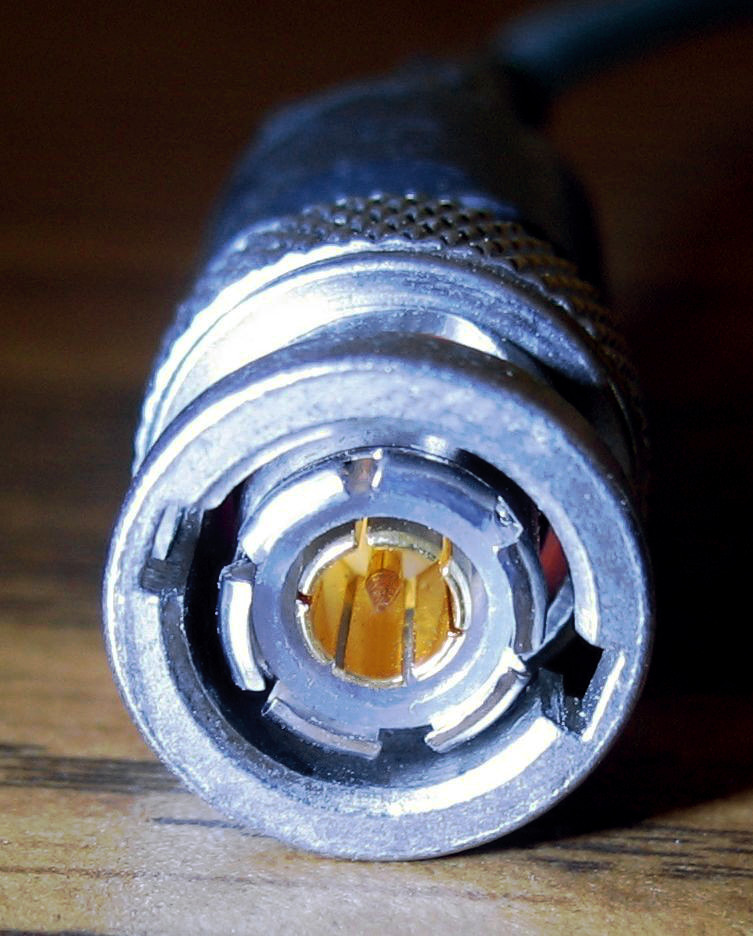
Prise BNC Triax

Un Triax est un modèle de câble coaxial utilisé pour transporter les informations audio, vidéo et données informatiques d'une caméra à une régie audiovisuelle. 
Ces câbles sont raccordés à un patch. Leur impédance est de 75 ohms.